# Amala (Doja Cat)
Amala è il primo album in studio della rapper statunitense Doja Cat, pubblicato il 30 marzo 2018 dalla Kemosabe e RCA.
La versione deluxe è stata messa in commercio il 1 marzo 2019.

## Tracce
1. Go to Town – 3:37 (Amala Zandile Dlamini, tizhimself, Rian Lewis, Rogét Chahayed, Yeti Beats)
2. Cookie Jar – 3:19 (Dlamini, Rogét Chahayed, Yeti Beats, Jon Millis, Kurtis McKenzie)
3. Roll with Us – 3:00 (Dlamini, Rogét Chahayed, Yeti Beatstizhimself)
4. Wine Pon You (feat. Konshens) – 3:39 (Dlamini, Garfield Delano Spence, Troy NōKA, Yeti Beats)
5. Fancy – 2:59 (Dlamini, Yeti Beats)
6. Wild Beach – 3:24 (Dlamini, Dezi Paige, Mike 100, Troy NōKA, Yeti Beats)
7. Morning Light – 3:59 (Dlamini, Yeti Beats)
8. Candy – 3:10 (Dlamini, Budo, Cameron Bartolini, Yeti Beats)
9. Game – 3:15 (Dlamini, Adrian X, Yeti Beats, Cameron Bartolini)
10. Casual – 4:00 (Dlamini, Los Hendrix, Troy NōKA, Yeti Beats)
11. Down Low – 3:31 (Dlamini, Alizzz, Cameron Bartolini)
12. Body Language – 4:05 (Dlamini, Cameron Bartolini, Richie Beats)
13. All Nighter – 3:13 (Dlamini, Yeti Beats)

Versione deluxe
1. Juicy – 3:20 (Dlamini, Lydia Asrat, Lukasz Gottwald, Yeti Beats)
2. Tia Tamera (feat. Rico Nasty) – 3:32 (Dlamini, Maria-Cecilia Simone Kelly, Lydia Asrat, Kurtis McKenzie, Yeti Beats)
3. Mooo! – 4:45 (Dlamini, Pharrell Williams, Mystikal, Yeti Beats, Lil Jon, I-20, KLC, Chad Hugo, Troy NōKA)

Durata totale: 11:37

## Classifiche
| Classifica (2019) | Posizione massima |
| ----------------- | ----------------- |
| Stati Uniti       | 138               |